# Bing and Connee
Bing and Connee (podtytuł: Famous Vocal Duets) – kompilacyjny album muzyczny autorstwa Binga Crosby’ego i Connie Boswell wydany przez wytwórnię Decca Records w 1952 roku. Zawierał osiem wcześniej wydanych singli nagranych w latach 1937– 1942.

## Lista utworów
| Nr | Tytuł                                      | Rok nagrania |
| A1 | „Basin Street Blues”                       | 1942         |
| A2 | „Bob White”                                | 1937         |
| A3 | „Alexander's Ragtime Band”                 | 1938         |
| A4 | „Start The Day Right”                      | 1939         |
| B1 | „Tea For Two”                              | 1941         |
| B2 | „Yes Indeed”                               | 1940         |
| B3 | „Between 18th And 19th On Chestnut Street” | 1939         |
| B4 | „An Apple For The Teacher”                 | 1939         |